# Gent-traktaten
Gent-traktaten, underskrevet 24. december 1814, i Gent i det nuværende Belgien, var den fredstraktat som afsluttede den britisk-amerikanske krig á 1812. Traktaten genoprettede forholdet mellem de to lande til status quo ante bellum. På grund af den tids langsomme kommunikation, tog det uger før nyheden om fredstraktaten nåede Amerika, et godt stykke tid efter slaget om New Orleans var afsluttet.

## Baggrund
Den britiske delegation bestod af de mindre diplomater William Adams, James Lord Gambier og Henry Goulburn. Møder blev ofte forsinket en uge eller mere, da de britiske diplomater ikke havde kompetence til at gennemføre forhandlingerne, og ventede på ordrer fra London mens den amerikanske delegation, bestående af John Quincy Adams, James A. Bayard, Sr., Henry Clay, Albert Gallatin og det yngre medlem Jonathan Russell, havde fuld autoritet til at forhandle.
Den amerikanske hærs invasion af Nedre og Øvre Canada var slået fejl, mens briterne heller ikke havde haft nogle specielle sejre, med undtagelse af at have erobret og brændt Washington D.C., i sine modangreb på amerikansk jord. Høge i Kongressen ønskede af erobre Canada og Florida.

## Aftalen
Traktaten frigav alle fanger, og genoprettede alle grænser fra før krigen, hvilket gav omkring 40.000 km² territorier nær søerne Lake Superior og Lake Michigan, i Maine, og ved Stillehavskysten, tilbage til amerikanerne. Traktaten lavede ikke nogle større indgreb i situationen som den var før krigen, men indeholdt nogle få løfter. Storbritannien lovede at tilbagelevere tilfangetagne slaver, men betalte i stedet USA 250.000 £ for dem nogle få år senere. [kilde mangler] Det britiske forslag om at oprette et indiansk grænseland i Ohio og Michigan måtte droppes efter den indianske koalition faldt fra hinanden. De svage garantier vedrørende amerikansk behandling af indianerne i artikel IX blev ignoreret.

## Eftertiden
Kampene blev øjeblikkeligt stoppet, da nyheden om traktaten endelig nåede USA, efter den amerikanske sejr i slaget om New Orleans og den britiske sejr i slaget om Fort Bowyer, men før det britiske angreb på Mobile, Alabama.
Et enigt amerikansk Senat godkendte traktaten 16. februar 1815, og præsident James Madison udvekslede ratificeringsdokumenter med en britisk diplomat i Washington 17. februar; traktaten blev bekendtgjort 18. februar. Elleve dage senere, 1. marts, undslap Napoleon fra Elba, hvilket genstartede krigen i Europa, og tvang briterne til at koncentrere sig om den trussel som han viste sig at være.

## Fodnoter
1. ↑  American Military History, Army Historical Series, Kp. 6, s. 123, skriver "While the western "war hawks" urged war in the hope of conquering Canada, the people of Georgia, Tennessee, and the Mississippi Territory entertained similar designs against Florida, a Spanish possession". Kilde: www.army.mil
2. ↑  W.G. Dean;  et al. (1998). Concise Historical Atlas of Canada. {{cite book}}: Eksplicit brug af et al. i: |author= (hjælp)